# Scène de l'interrogatoire
 (octobre 2018).
Si vous disposez d'ouvrages ou d'articles de référence ou si vous connaissez des sites web de qualité traitant du thème abordé ici, merci de compléter l'article en donnant les références utiles à sa vérifiabilité et en les liant à la section « Notes et références ».

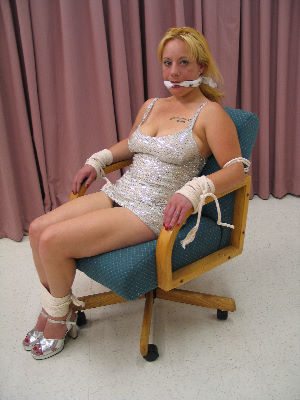
Une femme attachée à une chaise et bâillonnée.

La scène de l'interrogatoire est une forme de jeu de rôle sadomasochiste dans laquelle les partenaires agissent en tant que tortionnaire et victime. Comme dans les cas réels de tortures, le tortionnaire met en scène les menaces, l'humiliation et la souffrance physique dans le but d'extraire toute information qu'il/elle croit que la victime détient Le jeu se termine une fois que la victime brise le silence et divulgue le secret. La longueur et l'intensité de la scène peuvent varier en fonction du tempérament des partenaires. Certains véritables fans de ce type de scène tentent de répliquer l'atmosphère exacte de la session de torture et, comme dans la vraie vie, peuvent s'attendre à être déshabillés, menottés, violés et abusés sexuellement.

## Historique
La méthode la plus employée inclut la torture par chatouillement dans laquelle la victime est menottée et chatouillée sans relâche (particulièrement dans les zones sensibles telles que le ventre, les aisselles, les pieds, les doigts de pied, les tétons, le vagin, et le clitoris) jusqu'à ce que la victime se soumette et révèle les informations.
Une autre forme de torture est le contrôle de l'orgasme dans laquelle la victime est sexuellement stimulée au point d'atteindre un orgasme par le tortionnaire. Le tortionnaire peut par la suite cesser petit à petit la stimulation et garder la victime dans un état de soumission d'envie sexuelle durant un laps de temps. Variant le temps de la stimulation, la victime peut être forcée de subir les assouvissements sexuels du tortionnaire. Une fois satisfaite de l'expérience vécue, la victime peut divulguer le secret en échange d'un orgasme. Il est possible de continuer l'interrogatoire après l'orgasme, particulièrement si la victime jouit sans avoir divulgué le moindre secret. Généralement, le clitoris devient très sensible après le passage de l'orgasme, et poursuivre la stimulation peut conduire à une sensation d'extrême chatouille. Cela peut très vite occasionner une gêne pour la victime féminine, voire très douloureuse, et ainsi assouvir la demande du tortionnaire.
Il existe également certaines méthodes dans laquelle la victime peut tout simplement être menottée et fouettée.